# Things Fall Apart
Things Fall Apart — четвёртый студийный альбом американской хип-хоп группы The Roots, выпущенный 23 февраля 1999 года на лейбле MCA Records. Запись альбома проходила в студии Electric Lady в период с 1997 по 1998 год, совпадая с записью других проектов коллектива Soulquarians: альбом D’Angelo — Brown Sugar, альбом Эрики Баду — Baduizm, альбом Common — One Day It'll All Make Sense. По мнению журнала Spin, этот альбом стал знаковым для The Roots и Soulquarians в целом, поскольку он «превратил группу Roots в целую группу единомышленников»
Альбом был признан как критиками, так и простыми слушателями. Запись стала первой пластинкой группы, продажи которой перевалили за 500 000 копий.Он включает в себя песню «You Got Me», которая выиграла премию Грэмми 2000 года за лучшее рэп-исполнение дуэтом или группой, в то время как сам Things Fall Apart был номинирован на премию Грэмми за лучший рэп-альбом того же года, уступив The Slim Shady LP Эминема. Rolling Stone назвал его «записью высшего полета», в то время как AllMusic упомянул его как «один из краеугольных альбомов альтернативного рэпа».Альбом получил свое название от одноименного романа Чинуа Ачебе,который в свою очередь заимствовал фразу из поэмы Уильяма Батлера Йейтса «Второе пришествие».5 апреля 1999 года альбом Things Fall Apart получил золотой сертификат Ассоциации звукозаписывающей индустрии Америки (RIAA) за продажу 500 000 экземпляров, а 22 апреля 2013 года, спустя 14 лет после его выпуска, альбом получил платиновый сертификат RIAA за продажу 1 000 000 экземпляров.

## Трек-лист
| №   | Название                                                          | Автор(ы)                                                                                                  | Продюсер           | Длительность |
| --- | ----------------------------------------------------------------- | --- | ------------------ | ------------ |
| 54. | «Act Won (Things Fall Apart)»                                     | Ahmir Thompson Spike Lee                                                                                  |                    | 0:54         |
| 55. | «Table of Contents (Parts 1 & 2)»                                 | Thompson Tariq Trotter Kamal Gray Rahzel Brown Karl Jenkins Kyle Jones Leonard Hubbard Malik Abdul-Bassit | Questlove          | 3:37         |
| 56. | «The Next Movement» (featuring DJ Jazzy Jeff and Jazzyfatnastees) | Thompson Trotter Gray Hubbard                                                                             | Kamal Gray         | 4:10         |
| 57. | «Step into the Realm»                                             | Thompson Trotter Gray Hubbard Abdul-Bassit Kenyatta Williams                                              |                    | 2:49         |
| 58. | «The Spark»                                                       | Thompson Gray Hubbard Abdul-Bassit                                                                        |                    | 3:53         |
| 59. | «Dynamite!» (featuring Rehani Sayeed)                             | Trotter James Yancey Rehani Sayeed                                                                        | Jay Dee            | 4:46         |
| 60. | «Without a Doubt» (featuring Lady B)                              | Trotter JB Weaver Melvin Lewis                                                                            | Chaos              | 4:15         |
| 61. | «Ain't Sayin' Nothin' New» (featuring Dice Raw)                   | Thompson Trotter Gray Brown Jenkins Jones Hubbard Scott Storch                                            | Scott Storch (co.) | 4:34         |
| 62. | «Double Trouble» (featuring Mos Def)                              | Thompson Trotter Gray Brown Jenkins Jones Hubbard Dante Smith James Poyser                                | James Poyser (co.) | 5:51         |
| 63. | «Act Too (The Love of My Life)» (featuring Common)                | Thompson Trotter Gray Brow Jenkins Jones Hubbard Poyser Lonnie Lynn                                       |                    | 4:55         |
| 64. | «100% Dundee»                                                     | Thompson Trotter Gray Brow Jenkins Jones Hubbard Abdul-Bassit                                             | Kamal Gray Rahzel  | 3:54         |
| 65. | «Diedre vs. Dice» (featuring Dice Raw)                            | Thompson Jenkins Diedre Murray                                                                            |                    | 0:47         |
| 66. | «Adrenaline!» (featuring Dice Raw and Beanie Sigel)               | Thompson Trotter Gray Brown Jenkins Jones Hubbard Abdul-Bassit Storch Dwight Grant                        | Scott Storch (co.) | 4:28         |
| 67. | «3rd Acts: ? vs. Scratch 2... Electric Boogaloo»                  | Thompson Gray Hubbard Abdul-Bassit                                                                        |                    | 0:51         |
| 68. | «You Got Me» (featuring Erykah Badu and Eve)                      | Thompson Trotter Gray Brown Jenkins Jones Hubbard Storch Jill Scott                                       | Scott Storch (co.) | 4:19         |
| 69. | «Don't See Us» (featuring Dice Raw)                               | Thompson Trotter Gray Brown Jenkins Jones Hubbard Abdul-Bassit Poyser                                     |                    | 4:30         |
| 70. | «The Return to Innocence Lost» (featuring Ursula Rucker)          | Thompson Rucker Anthony Tidd                                                                              |                    | 5:40         |
| 71. | «Act Fore... The End?»                                            | Thompson Trotter                                                                                          | Questlove          | 4:45         |

- В списке треков некоторых альбомов первый трек обозначен номером 54, что суммирует общее количество треков с Organix (17 треков), Do You Want More?!!!??! (16 треков) и Illadelph Halflife (20 треков), что в сумме составляет 53 трека.